# Gaby Hoffmann
Gaby Hoffmann (8 de janeiro de 1982) é uma atriz americana.

## Filmografia

### Filmes
| Ano  | Filme                              | Papel                    | Notas               |
| ---- | ---------------------------------- | ------------------------ | ------------------- |
| 1989 | Field of Dreams                    | Karin Kinsella           |                     |
| 1989 | Uncle Buck                         | Maizy Russell            |                     |
| 1992 | This Is My Life                    | Opal Ingels              |                     |
| 1993 | Sleepless in Seattle               | Jessica                  |                     |
| 1993 | The Man Without a Face             | Megan Norstadt           |                     |
| 1995 | Now and Then                       | Young Samantha Albertson |                     |
| 1996 | Everyone Says I Love You           | Lane                     |                     |
| 1997 | Volcano                            | Kelly Roark              |                     |
| 1998 | The Hairy Bird                     | Odette                   | AKA, All I Wanna Do |
| 1998 | Snapped                            | Tara                     |                     |
| 1999 | 200 Cigarettes                     | Stephie                  |                     |
| 1999 | Coming Soon                        | Jenny Simon              |                     |
| 1999 | Black and White                    | Raven                    |                     |
| 2000 | You Can Count on Me                | Sheila                   |                     |
| 2001 | Perfume                            | Gabrielle Mancini        |                     |
| 2007 | Severed Ways                       | Orn's Wife               |                     |
| 2009 | Life During Wartime                | Wanda                    |                     |
| 2010 | 13                                 | Clara Ferro              |                     |
| 2011 | Wolfe with an E                    | Karen                    |                     |
| 2011 | Confidante                         | Sam                      | Curta-metragem      |
| 2011 | The Surrogate Mary                 | Sally                    |                     |
| 2012 | Nate & Margaret                    | Darla                    |                     |
| 2013 | Crystal Fairy & the Magical Cactus | Crystal Fairy/Isabel     |                     |
| 2013 | Goodbye World                      | Laura                    |                     |
| 2013 | Burma                              | Susan                    |                     |
| 2014 | Livre                              | Aimee                    |                     |
| 2014 | Lyle                               | Leah                     |                     |
| 2015 | Manhattan Romance                  | Emmy                     |                     |
| 2021 | C'mon C'mon                        | Viv                      |                     |

### Televisão
| Ano  | Título                       | Papel                   | Notas                          |
| ---- | ---------------------------- | ----------------------- | ------------------------------ |
| 1994 | Someone Like Me              | Gaby Stepjak            | 5 episódios                    |
| 1995 | Freaky Friday                | Annabelle Andrews       | TV movie                       |
| 1995 | Whose Daughter Is She?       | Andrea Eagerton         | TV movie                       |
| 2005 | Law & Order: Criminal Intent | Burnett / Rachel Coburn | Episódio: "The Good Child"     |
| 2009 | The Eastmans                 | Dr. Sally Eastman       | TV movie                       |
| 2010 | Private Practice             | Emily                   | Episódio: "Just Lose It"       |
| 2011 | The Good Wife                | Rhonda Cerone           | Episódio: "Killer Song"        |
| 2011 | Homeland                     | CNN Producer            | Episódio: "Clean Skin"         |
| 2012 | Louie                        | April                   | Episódio: "Something Is Wrong" |

## Prêmios e indicações
| Ano  | Prêmio               | Categoria                                                              | Produção                 | Notas    |
| ---- | -------------------- | ---------------------------------------------------------------------- | ------------------------ | -------- |
| 1990 | Melhor Atriz Jovem   | Melhor atriz coadjuvante em um filme                                   | Field of Dreams          | Venceu   |
| 1993 | Melhor Atriz Jovem   | Melhor Atriz Jovem com menos de dez filmes                             | This Is My Life          | Indicado |
| 1994 | Melhor Atriz Jovem   | Melhor atriz jovem co-estrelando em um filme dramático                 | The Man Without a Face   | Indicado |
| 1995 | Melhor Atriz Jovem   | Melhor comediante jovem em um programa de TV                           | Someone Like Me          | Indicado |
| 1996 | Melhor Atriz Jovem   | Melhor Performance por um conjunto de jovens - longa-metragem ou vídeo | Now and Then             | Indicado |
| 1997 | Prêmio Jovem estrela | Melhor Performance de uma jovem atriz em um filme de comédia           | Everyone Says I Love You | Indicado |